# 31. pehotni polk (ZDA)
Za druge 31. polke glej 31. polk.
31. pehotni polk  je trenutno mehanizirani pehotni starševski polk Kopenske vojske ZDA. 
Polk je eden redkih polkov, ki je bil ustanovljen na ozemlju druge države in je večino časa deloval v tujini.